# Рогальов Федір Федорович
Федір Федорович Рогальов (1891, село Антипіно Череповецького повіту, тепер Вологодської області, Російська Федерація — розстріляний 14 вересня 1937, Москва) — радянський військовий діяч, командир 7-го стрілецького корпусу, комдив. Член ЦК КП(б)У в січні 1934 — травні 1937 р. Член ВУЦВК, член ЦВК СРСР.

## Біографія
Народився у січні 1891 року у селянській родині. Закінчив початкову школу, працював у селянському господарстві. Потім працював матросом-вантажником. Після призову в російську армію служив рядовим солдатом. У 1915 році закінчив навчальну команду і отримав чин унтер-офіцера. Учасник Першої світової війни. У боях був двічі поранений, контужений і отруєний газами. За революційну пропаганду серед солдатів гвардійського Павловського полку був заарештований і посаджений в Петропавловську фортецю, але незабаром звільнений.
Член РСДРП(б) з березня 1917 року.
У березні 1917 року від солдатів Павловського полку був обраний до складу Петроградської Ради робочих і солдатських депутатів. За агітацію проти Тимчасового уряду знову був заарештований, але незабаром звільнений. Під час Жовтневого перевороту 1917 року
командував загоном Червоної гвардії Петроградського арсеналу та брав участь в штурмі Зимового палацу. Учасник придушення виступу Керенського — Краснова. Останній чин в російській армії — молодший унтер-офіцер.
З березня 1918 року — у Червоній армії. Учасник громадянської війни в Росії на Східному, Південному і Західному фронтах. Служив червоноармійцем загону із придушення повстання в Ярославлі і чехословацького заколоту, командиром взводу, військовим комісаром стрілецького полку і бригади. У січні 1920 — червні 1921 року — військовий комісар 7-ї стрілецької дивізії.
У 1922—1923 роках — військовий комісар 8-го стрілецького корпусу. У 1923—1924 роках — слухач Вищих академічних курсів (ВАК) при Військовій академії РСЧА. У 1924—1925 роках — командир 71-го стрілецького полку 24-ї стрілецької дивізії.
У червні — жовтні 1925 року — комендант Кронштадтської фортеці. З жовтня 1925 року — начальник і військовий комісар берегової охорони Балтійського моря. У 1928 році закінчив Курси удосконалення вищого начальницького складу при Військовій академії імені Фрунзе.
У 1928 — квітні 1931 року — командир і військовий комісар 80-ї стрілецької дивізії імені Пролетаріату Донбасу.
У квітні 1931 — червні 1937 року — командир і військовий комісар 7-го стрілецького корпусу Українського (Харківського) військового округу.
У червні 1937 року заарештований органами НКВС у місті Дніпропетровську. Військовою колегією Верховного суду СРСР 14 вересня 1937 року за звинуваченням у військовій змові засуджений до розстрілу. Вирок виконаний того ж дня. Визначенням Військової колегії від 6 жовтня 1956 року реабілітований.

## Звання
- молодший унтер-офіцер російської армії
- комдив (20.11.1935)

## Нагороди
- два ордени Червоного Прапора (28.05.1920, 31.12.1921)